# الفوردية
الفوردية (بالإنجليزية: Fordism)‏ هو مبدأ عمل أو تنظيم للإنتاج ظهر عام 1908 على يد هنري فورد (1863-1947) مؤسس شركة فورد عندما بدأ تصنيع سيارته فورد ت وقد نقل أكثر مبادئه عن نظرية الإدارة العلمية.
هي فلسفة اقتصادية تشير إلي أنه يمكن تحقيق الرفاهية من خلال خفض تكلفة الإنتاج والتوسع في التسويق وجني مزيد من الأرباح للعمال.